# Aleuroclava ramachandrani
Aleuroclava ramachandrani là một loài côn trùng cánh nửa trong họ Aleyrodidae, phân họ Aleyrodinae.
Aleuroclava ramachandrani được Dubey & Sundararaj miêu tả khoa học đầu tiên năm 2005.